# 六甲山観光
六甲山観光株式会社（ろっこうさんかんこう）は、兵庫県神戸市灘区で六甲山の観光施設等を運営する会社。阪急阪神ホールディングス傘下の阪神電気鉄道の子会社であり、阪急阪神東宝グループの一員である。本店は兵庫県神戸市灘区六甲山町一ヶ谷1番32号の六甲山上駅駅舎2階にある。
2024年4月1日に（旧）六甲山観光（旧・六甲摩耶鉄道、現・神戸六甲鉄道）から観光事業を会社分割して発足した。

## 沿革
- 2023年（令和5年）4月3日 六甲山観光分割準備として設立[1]。
- 2024年（令和6年）4月1日 観光事業を（旧）六甲山観光から会社分割し、（新）六甲山観光に社名変更[1]。

## 運営施設
- 六甲山スノーパーク
- ROKKO森の音ミュージアム
- 六甲高山植物園
- 六甲山カンツリーハウス
- 六甲ガーデンテラス
- 六甲山アスレチックパークGREENIA
- 自然体感展望台 六甲枝垂れ